# Lovumba
Vous pouvez aider à l'améliorer ou bien discuter des problèmes sur sa page de discussion.
- Il ne cite pas suffisamment ses sources. Vous pouvez indiquer les passages à sourcer avec {{référence nécessaire}} ou {{Référence souhaitée}}, et inclure les références utiles en les liant aux notes de bas de page. (Marqué depuis mars 2018)
- La traduction doit être revue. Le contenu est difficilement compréhensible à cause d’erreurs de traduction, peut-être dues à l’utilisation d’un logiciel de traduction automatique. (Marqué depuis mars 2021)

- Archive Wikiwix
- Bing
- Cairn
- DuckDuckGo
- E. Universalis
- Gallica
- Google
- G. Books
- G. News
- G. Scholar
- Persée
- Qwant
- (zh) Baidu
- (ru) Yandex
- (wd) trouver des œuvres sur Wikidata

Singles de Daddy Yankee
Ven conmigo
(2011) Pasarela
(2012)
Lovumba est le deuxième single officiel du chanteur reggaeton portoricain Daddy Yankee de son sixième album studio, Prestige (en) sorti en 2012. Le single est sorti numériquement le 4 octobre 2011. 
La chanson est une fusion de rythmes mambo, soca et dance. Le nom Lovumba est un mélange des mots Love et Rumba. La chanson est produite par Musicologo et Menes (Los de La Nazza). Une version Remix avec Daddy Yankee et Don Omar est publiée le 7 janvier 2012. Les versions single et remix sont incluses dans l'album Prestige. La chanson est nommée pour le Latin Grammy Award de la meilleure chanson urbaine.

## Production
Le clip de Lovumba est enregistré à Porto Rico en décembre 2011 sous la direction de Carlos Martin. La vidéo est publiée le 11 janvier 2012.

## Liste des pistes
iTunes digital download
1. Lovumba (Prestige) — 3:38
2. Lovumba (Remix) (featuring Don Omar) - 3:32
3. Lovumba (Club Remix) - 3:50

## Classements
| Classement (2012)                       | Meilleure position |
| --------------------------------------- | ------------------ |
| Belgique (Wallonie Ultratop 50 Singles) | 31                 |
| Colombie (National-Report)              | 3                  |
| Danemark (Tracklisten)                  | 55                 |
| France (SNEP)                           | 135                |
| Espagne (PROMUSICAE)                    | 33                 |
| Espagne Digital Song (Billboard)        | 4                  |
| Mexique (Billboard)                     | 49                 |
| Suisse (Schweizer Hitparade)            | 56                 |
| États-Unis (Bubbling Under Hot 100)     | 23                 |
| US Latin Rhythm Airplay (Billboard)     | 1                  |
| États-Unis (Hot Latin Songs)            | 1                  |
| États-Unis (Latin Pop Airplay)          | 1                  |
| États-Unis (Tropical Airplay)           | 2                  |
| Venezuela Top Latino (Record Report)    | 9                  |

| Classement (2012)              | Position |
| ------------------------------ | -------- |
| US Hot Latin Songs (Billboard) | 7        |

## Certification
| Région                                                                     | Certification | Ventes/Streams |
| -------------------------------------------------------------------------- | ------------- | -------------- |
| Italie (FIMI)                                                              | Or            | 25 000*        |
| xNon précisé par la certification ‡ventes/streaming selon la certification |               |                |